# Gymnopternus annulatus
Gymnopternus annulatus är en tvåvingeart som beskrevs av Van Duzee 1926. Gymnopternus annulatus ingår i släktet Gymnopternus och familjen styltflugor. Inga underarter finns listade i Catalogue of Life.